# Mühlensee (Ankershagen)

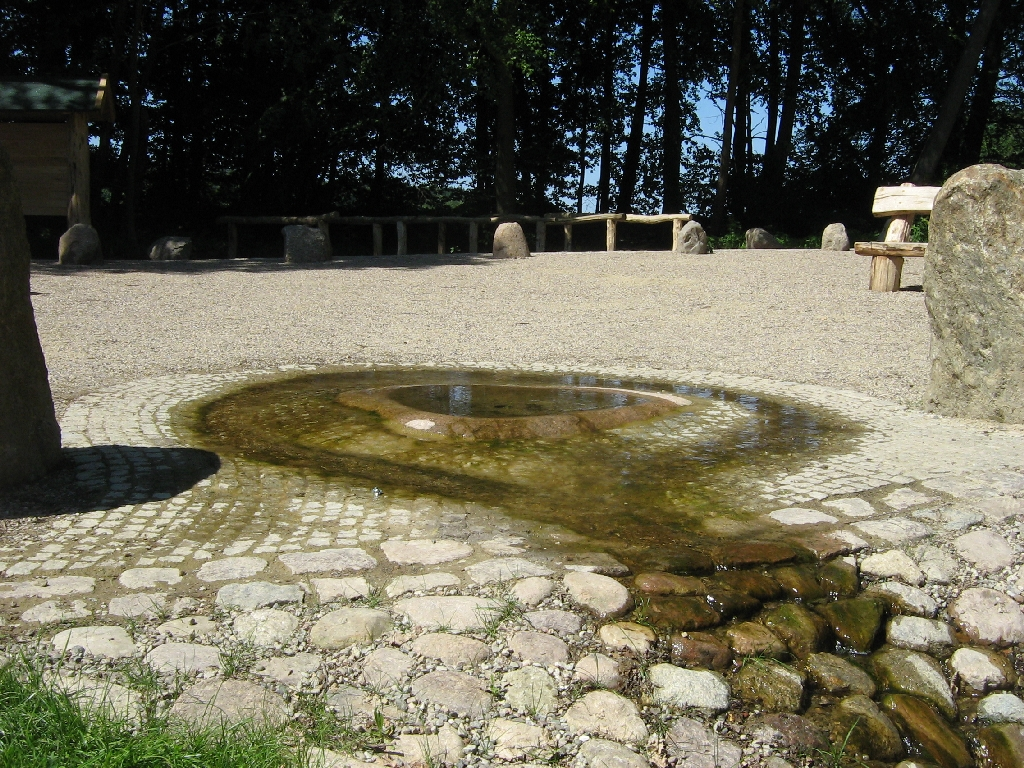
Die symbolische Havelquelle

Der Mühlensee liegt bei Ankershagen im Landkreis Mecklenburgische Seenplatte in Mecklenburg-Vorpommern. Der waldumstandene, etwa 40 Hektar große See gilt neben dem Born- und dem Trinnensee als einer der drei historischen Quellseen der Havel. Diese Havelquellseen liegen am Südrand der Hauptendmoräne des „Pommerschen Stadiums“ der Weichselvereisung und entließen ihr Wasser ursprünglich in das südlich angrenzende Diekenbruch, aus dem die Havel hervorgeht. 
Im 14., spätestens 15. Jahrhundert wurde am Mühlensee ein Durchstich nach Osten, der Mühlenbach, angelegt, um mit dem Wasser eine 500 Meter entfernt liegende Mühle zu betreiben. Um das abfließende Wasser des Mühlensees und der anderen beiden genannten Seen vollständig für den Mühlenbetrieb nutzen zu können, wurde am Südende, zum Diekenbruch hin, ein Damm geschüttet, der die Verbindung zur Havel somit versperrt. Seitdem  entwässert der Mühlensee über den Mühlengraben zum Großen Penzliner Stadtsee und von dort über den Wurzenbach und Aalbach zur Tollense und weiter über Peene und Peenestrom in die Ostsee. Ehemals entwässerte er als einer der Quellseen der Havel in die Nordsee, denn die Pommersche Hauptendmoräne stellt die natürliche Wasserscheide zwischen den Systemen dar. 
Als Havelquelle gilt heute das Diekenbruch. Da der aufgeschüttete Damm jedoch nur auf den Moorboden aufgetragen wurde, sickert nach wie vor Wasser vom Mühlensee ins Diekenbruch. Durch eine in Naturstein gefasste künstliche Quelle wird seit 2007 ein Teil dieses Wassers am Nordrand des Diekenbruches leicht sprudelnd an die Oberfläche gebracht, so dass zumindest symbolisch der Zusammenhang zum ursprünglichen Quellgebiet wiederhergestellt ist. 
Der Mühlensee liegt am Rande des Müritz-Nationalparkes. Er ist sehr naturnah und hat sauberes, klares Wasser. Für die Bevölkerung der Umgebung ist er ein beliebtes Badegewässer.